# Сен-Любен, Леон де
Наполеон Антуан Эжен Леон де Сен-Любен (фр. Napoléon Antoine Eugène Léon de Saint-Lubin; 5 июля 1805, Турин — 13 февраля 1850, Берлин) — немецкий скрипач и композитор.

## Биография
Родился в семье французского офицера, эмигрировавшего после Французской революции и занявшегося преподаванием французского языка. С четырёхлетнего возраста жил в Гамбурге, где начал учиться игре на арфе, но быстро перешёл на скрипку. В 1814—1817 гг. занимался в Дрездене под руководством Джованни Баттисты Полледро, в 1817 году выступил с концертами в Дрездене и Берлине. Затем в 1818—1820 гг. продолжил учёбу во Франкфурте-на-Майне у Людвига Шпора.
С 1820 года обосновался в Вене, дебютировав в этом городе исполнением скрипичного концерта своего учителя Шпора. 3 октября 1822 года принял участие в торжественном концерте по случаю открытия перестроенного Театра в Йозефштадте, исполнив в музыкальной программе, написанной Людвигом ван Бетховеном, специально для этого случая сочинённую Бетховеном небольшую сольную каденцию; листок бумаги с нотами этой каденции (карандашный автограф Бетховена) Сен-Любен сохранил на всю жизнь, в дальнейшем этот листок оказался в собрании Австрийской национальной библиотеки и был утрачен во время Второй мировой войны. 1 декабря того же года Сен-Любен вместе с певицей Каролиной Унгер принял участие в первом публичном венском концерте Ференца Листа. В 1823 году сменил Антона Шиндлера на посту концертмейстера оркестра Театра в Йозефштадте, с 1827 года его второй дирижёр. Однако после венских гастролей Николо Паганини в 1828 году Сен-Любен вышел в отставку и отказался от концертной деятельности, полностью посвятив себя упражнениям с целью освоения техники итальянского виртуоза; часть этого времени он провёл в поместьях венгерского аристократа графа Ласло Фештетича.
Вернувшись к публичной деятельности в 1830 году, Сен-Любен перебрался в Берлин, где до 1847 года был концертмейстером в берлинском Кёнигштедтском театре. Одновременно проводил у себя дома широко известные квартетные вечера — в течение 15 лет они проходили еженедельно. Преподавал частным образом, среди его учеников Юлиус Штерн и Фердинанд Грибель.

## Творчество
Многочисленные сочинения Сен-Любена предназначены, по большей части, для его собственного инструмента. Среди них преобладают салонные пьесы, попурри на популярные темы, фантазии и вариации, из которых наибольшей популярностью пользовалась Фантазия на тему из «Лючии ди Ламмермур» (1844). Сам Сен-Любен, как сообщается, выше всего ценил свой Большой октет Op. 33 (1833) для фортепиано, флейты, кларнета, фагота, валторны, альта, виолончели и контрабаса.

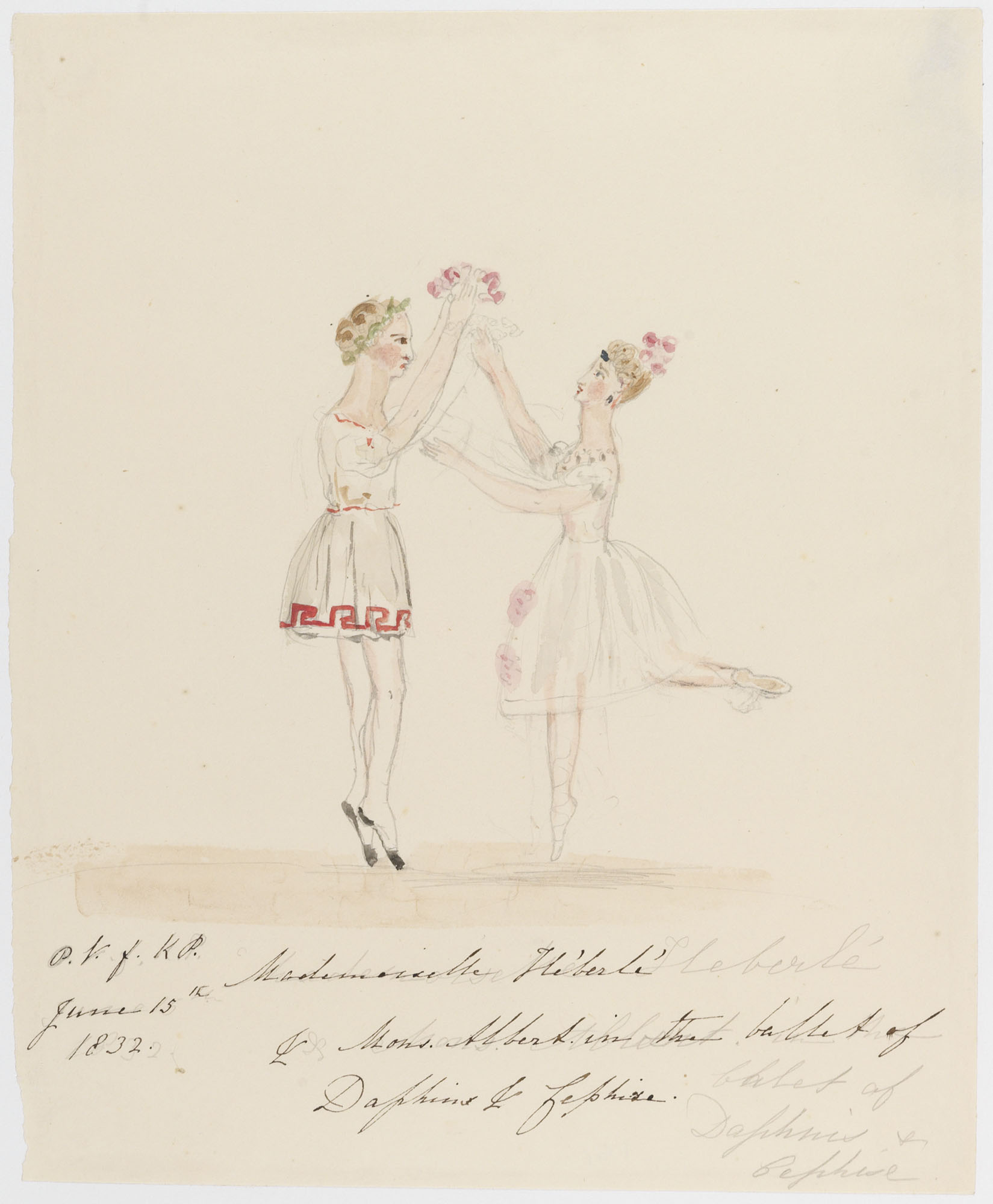
Альбер и Тереза Эберле в балете Сен-Любена «Дафнис и Кефида» (Лондон, 1832). Акварель 13-летней принцессы Виктории

Как в Вене, так и в Берлине Сен-Любен спорадически обращался к сценической музыке: ему принадлежат оперы «Волшебный рог» (нем. Das Zauberhorn; 1824), «Василёк» (нем. Das Kornblümchen; 1825), «Счастливые и несчастные дни Велизара» (нем. Belisar's Tage des Glückes und des Unglückes; 1829, либретто Франца Ксавера Тольда) и «Меч короля Бранора» (нем. König Branors Schwert; 1830), балеты «Дафнис и Кефида» (фр. Daphnis et Céphise; 1830, Венская придворная опера) и «Братец доктора Фауста» (нем. Dr. Fausts Vetter; 1832) — первый из этих балетов, поставленный для Терезы Эберле и Альбера, пользовался значительной популярностью (в 1832 году Эберле и Альбер гастролировали с ним в Париже, произведя неизгладимое впечатление на будущую королеву Викторию).

## Записи
В 2009 году вышел первый альбом скрипичных пьес Леона де Сен-Любена, успешно записанный скрипачкой Анастасией Хитрук в сопровождении пианистки Елизаветы Копельман.